# William Beebe
Charles William Beebe (Brooklyn, Nova Iorque, 29 de julho de 1877 — ?, Trinidad, 4 de junho de 1962) foi um naturalista e explorador estadunidense.
Escreveu livros muito populares sobre as expedições que realizou, e alguns deles tornaram-se best-sellers nas décadas de 1920 e 1930. Foi também um contribuído regular da National Geographic Magazine.
Seu interesse pela exploração do fundo do mar o levou, em 1930, a mergulhar a uma profundidade de 130 metros e, em 1934, bateu o recorde, alcançando 923 metros de profundidade dentro de uma batisfera. Efetuou um total de 35 mergulhos com a batisfera.
Foi curador de ornitologia na New York Zoological Society, de 1899 a 1952.